# Podospongiidae
Podospongiidae is een familie van sponsdieren uit de klasse van de Demospongiae (gewone sponzen).

## Geslachten
- Diacarnus Burton, 1934
- Diplopodospongia Sim-Smith & Kelly, 2011
- Negombata de Laubenfels, 1936
- Neopodospongia Sim-Smith & Kelly, 2011
- Podospongia Barboza du Bocage, 1869
- Sceptrintus Topsent, 1898
- Sigmosceptrella Dendy, 1922